# Ameny Qemau
Ameny Qemau là một pharaon Ai Cập của vương triều thứ 13 trong Thời kỳ Chuyển tiếp thứ Hai. Theo các nhà Ai Cập học Kim Ryholt và Darrell Baker, ông là vị vua thứ năm của vương triều này, trị vì trong hai năm trên phần lớn Ai Cập, có lẽ ngoại trừ vùng phía đông châu thổ sông Nile, từ năm 1793 TCN cho tới tận năm 1791 TCN.

## Gia đình
Nhà Ai Cập học Kim Ryholt lưu ý rằng tên của Ameny Qemau về bản chất là một tên nomen dòng dõi, và do đó là một tên gọi chỉ rõ mối quan hệ cha con của chủ nhân tên gọi này. Quả thực, Ameny Qemau có thể được đọc là "[người con trai của] Ameny Qemau". Ryholt kết luận rằng Ameny được nói đến ở đây chính là vị tiên vương của Qemau, Sekhemkare Amenemhat V, và rằng Qemau là con trai của ông ta. Quan điểm này được chia sẻ bởi nhà Ai Cập học Darrell Baker nhưng lại không được Jürgen von Beckerath chấp thuận, ông ta vẫn chưa xác định vị trí của Ameny Qemau bên trong vương triều thứ 13. Vị vua kế vị của Ameny Qemau, Qemau Siharnedjheritef có thể là con trai của ông như là "Qemau Siharnedjheritef" mà có thể đọc là "Người con trai của Qemau, Horus bảo vệ người cha của ngài".

## Chứng thực
Ngoài kim tự tháp của ông ở Dahshur, Ameny Qemau là một vị vua được chứng thực một cách ít ỏi: tên của ông không xuất hiện trong cuộn giấy cói Turin và những sự chứng thực duy nhất cùng thời của ông là các mảnh vỡ của 4 chiếc bình canopic được chạm khắc tìm thấy trong kim tự tháp này. Một tấm thẻ khác nữa không rõ lai lịch có mang tên của ông nhưng nó có thể là một đồ giả cổ hiện đại.
Do đó, danh tính của Ameny Qemau là không chắc chắn và các nỗ lực đã được tiến hành để đồng nhất ông với các vị vua được chứng thực tốt hơn của giai đoạn này, đặc biệt là với Sehotepibre, người xuất hiện trên cuộn giấy cói Turin tiếp sau Amenemhat V. Tuy nhiên, Ryholt tin rằng tên của Qemau đã bị mất trong một chỗ khuyết wsf của cuộn giấy cói Turin nằm ngay trước Amenemhat V. Một chỗ khuyết wsf (nghĩa đen là "khuyết") biểu thị một lỗ hổng trong văn bản gốc mà từ đó cuộn giấy cói này đã được sao chép lại vào thời đại Ramesses.

## Kim tự tháp
Ameny Qemau đã có một kim tự tháp được xây dựng cho bản thân ông ở miền nam Dahshur. Kim tự tháp này được phát hiện vào năm 1957 bởi Charles Musès và chỉ được nghiên cứu vào năm 1968. Ban đầu, chiều dài mỗi cạnh đáy của nó là 52 m và chiều cao là 35 m, nhưng ngày nay nó đã bị phá hủy hoàn toàn do nạn ăn cắp đá. Cấu trúc ngầm bên dưới cũng đã bị hư hại nặng nề. Căn phòng chôn cất của nhà vua được tạo ra từ một khối đá quartzite lớn duy nhất, tương tự như căn phòng được tìm thấy trong kim tự tháp của Amenemhat III tại Hawara và các kim tự tháp Mazghuna. Khối đá này đã được đục đẽo để chứa đựng chiếc quách và các bình canopic của nhà vua nhưng chỉ có các mảnh vỡ của chúng và bộ hài cốt chưa được xác định là được tìm thấy tại chỗ.
Ngoài ra, tên của Ameny Qemau được cho là xuất hiện trên một khối đá chạm khắc mà được tìm thấy trong một kim tự tháp mới được phát hiện ở Dahshur, sự tồn tại của kim tự tháp này mới được công bố vào tháng 4 năm 2017. Nhiều nhà Ai Cập học như là James P. Allen, Aidan Dodson và Thomas Schneider đồng ý rằng tên hoàng gia trên khối đá này là của Ameny Qemau. Dodson tiếp tục suy đoán rằng, căn cứ vào chất lượng tương đối kém của dòng chữ khắc và sự bất thường đối với một vị pharaon khi là chủ nhân của hai kim tự tháp, kim tự tháp mới được phát hiện ban đầu có lẽ thuộc về một trong số những vị tiên vương của Qemau, và rằng ông đã chiếm đoạt công trình này bằng cách đục đi tên hoàng gia nằm trên khối đá trên và cho khắc đồ hình của mình lên trên nó.